# Soane Havea
Soane Havea (ur. 29 sierpnia 1981) – tongański rugbysta, reprezentant kraju, uczestnik Pucharu Świata 2007.
W latach 2000–2011 rozegrał 28 testmeczów dla tongańskiej reprezentacji, w tym w rozgrywkach o Puchar Narodów Pacyfiku i w Pucharze Świata 2007. Z kadrą A uczestniczył natomiast w Pacific Rugby Cup i Americas Rugby Championship 2010.